# Manduca albiplaga
The White-plaqued Sphinx (Manduca albiplaga) là một loài bướm đêm thuộc họ Sphingidae. Nó phân bố từ Brasil đến miền nam México, mặc dù rải rác vẫn tìm thấy ở tận Kansas.
Sải cánh dài 60–72 mm.

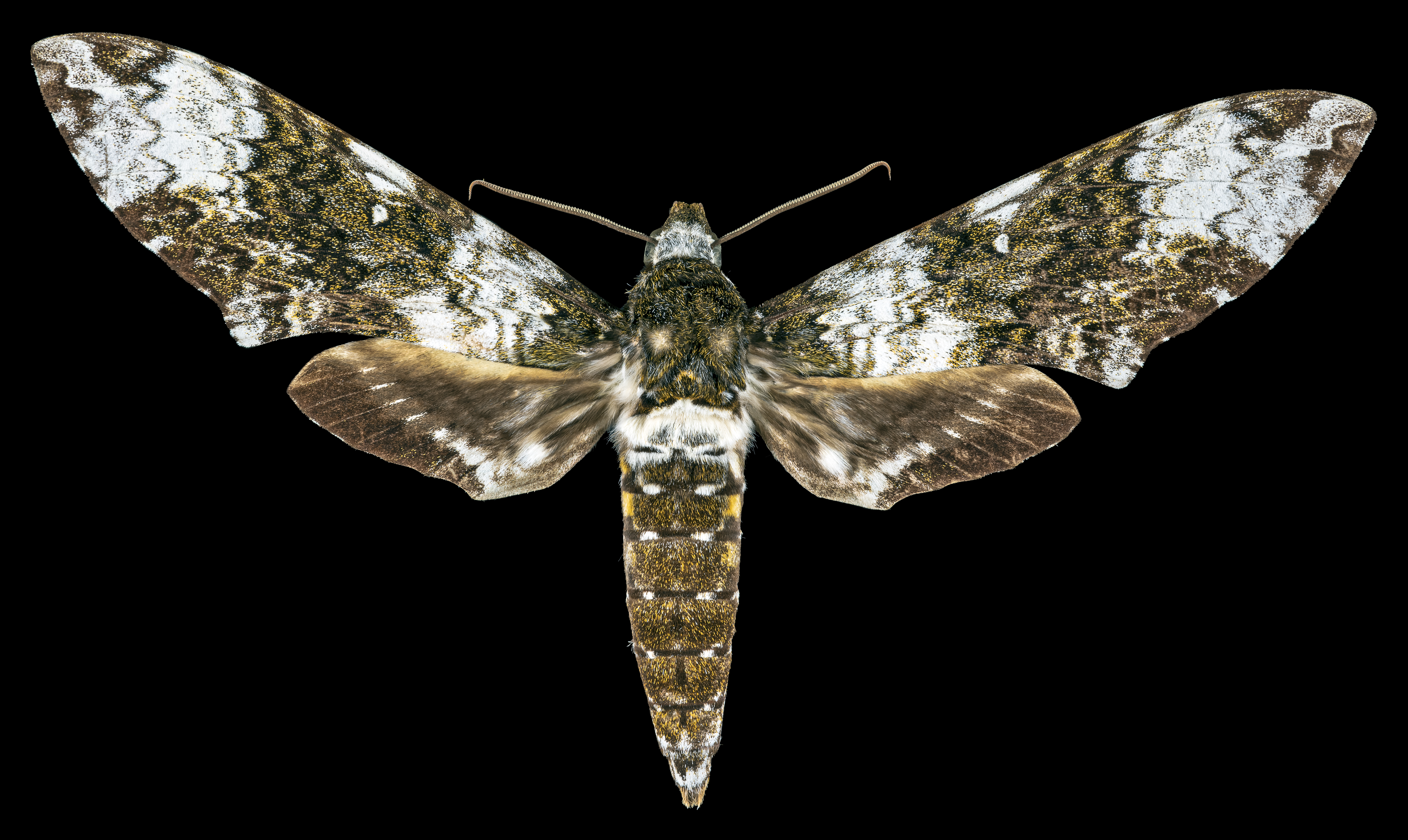
Manduca albiplaga ♂
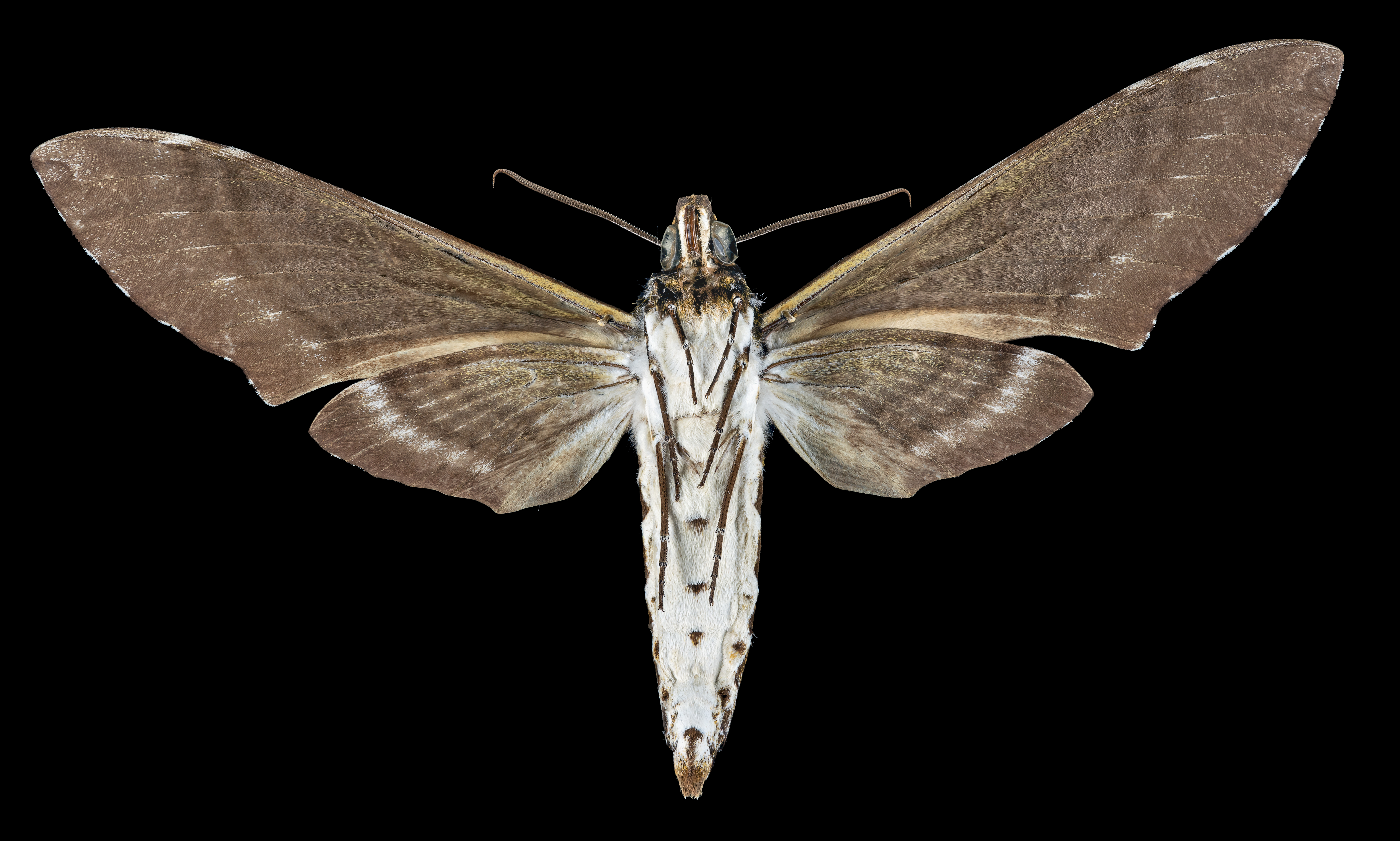
Manduca albiplaga ♂   △
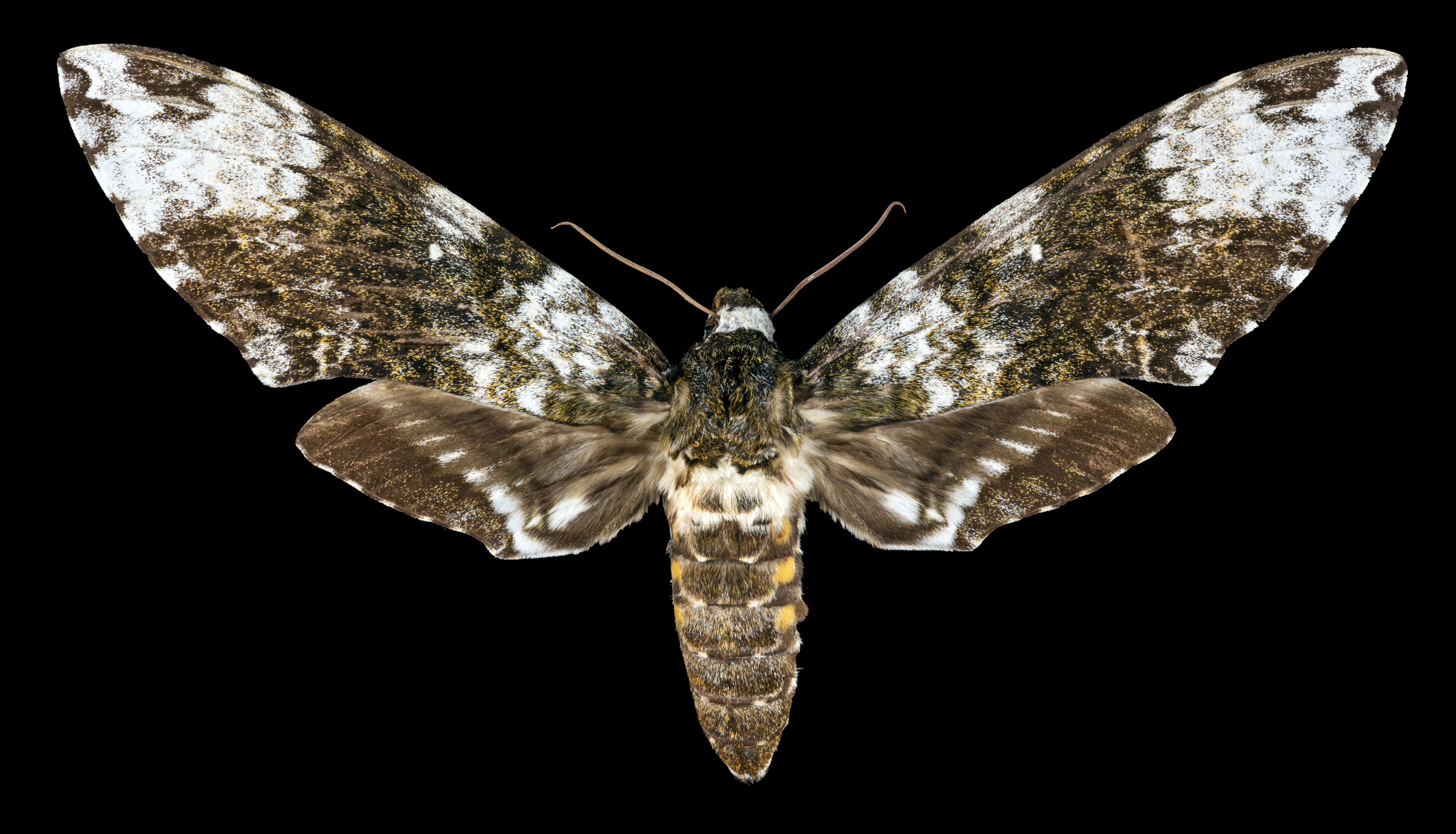
Manduca albiplaga   ♀
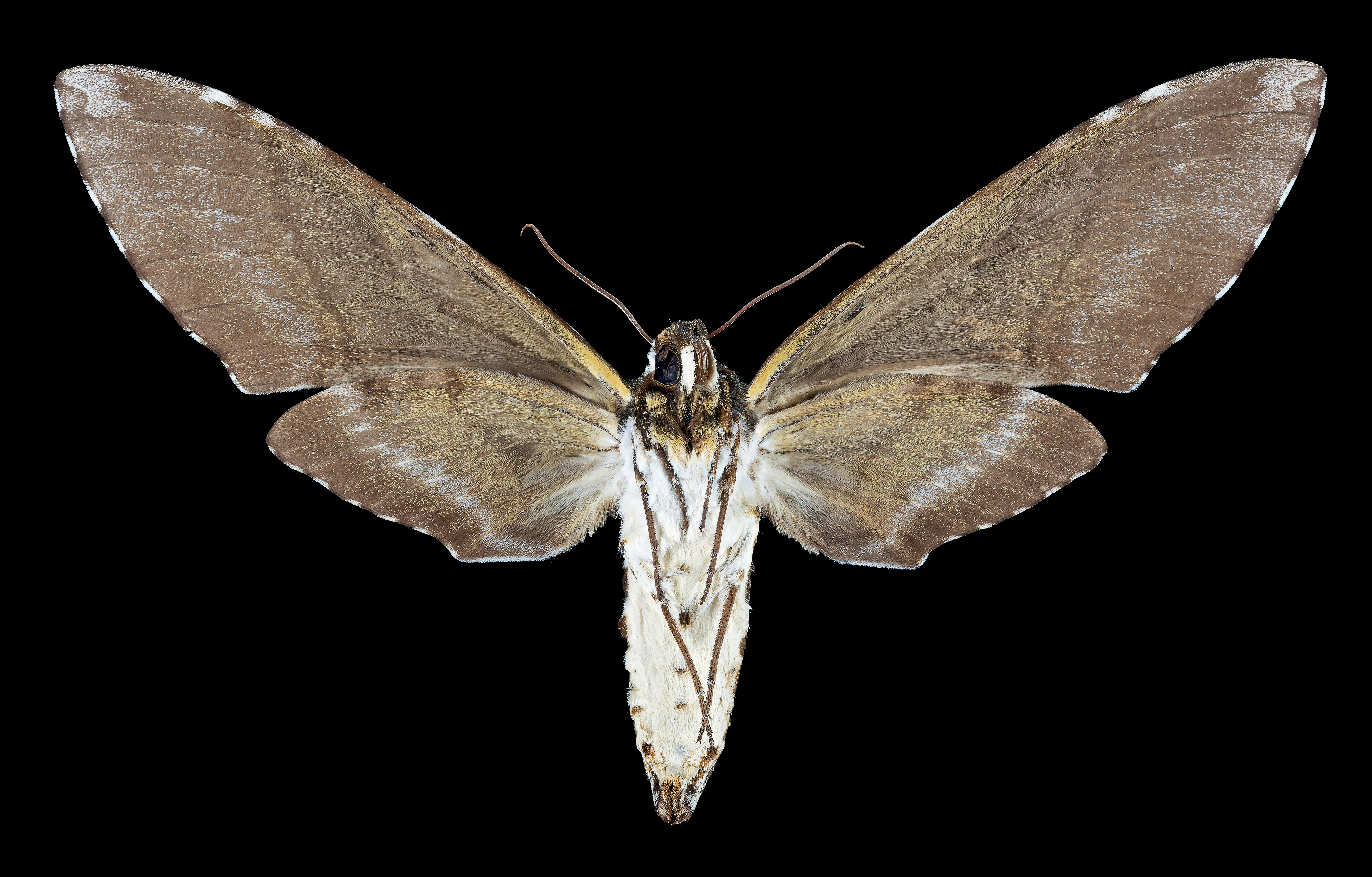
Manduca albiplaga  ♀ △

Ấn trùng ăn Boraginaceae và một ít loài thuộc họ Annonaceae như Rollinia deliciosa.